# ランデル市
ランデール（ランデルし、スペイン語 Municipio Lander）は、ベネズエラのミランダ州にある自治体である。自治体庁舎所在地はオクマーレ・デル・トゥイ。面積478km²、2011年調査による人口は14万4947人。

## 地理
ミランダ州南部、トゥイ川の盆地、トゥイの谷に位置する。地形的には、北西部が盆地の中部にあたり、南部・東部がインテリオール山地にある。中心市街地地区オクマーレ・デル・トゥイは、トゥイ川のほとりにある。
- 川 - トゥイ川、オクマリト川、チャラジャベ川、ラガルティホ川

### 構成する区と中心となる町
- オクマーレ・デル・トゥイ区 - オクマーレ・デル・トゥイ
- サンタ・バルバラ区 - サンタ・バルバラ
- ラ・デモクラシア区 - ラ・デモクラシア

### 隣接する市と州
- ミランダ州 - アセベド市、インデペンデンシア市、ウルダネータ市、クリストーバル・ロハス
- アラグア州
- グアリコ州